# اوسوگو (ایندیانا)
اوسوگو (به انگلیسی: Oswego) یک منطقهٔ مسکونی در ایالات متحده آمریکا است که در شهرستان کسیوسکو، ایندیانا واقع شده‌است. اوسوگو ۲۵۹ متر بالاتر از سطح دریا واقع شده‌است.